# Kent McDonell
Kent McDonell, född 1 maj 1979 i Williamstown i Ontario i Kanada är en före detta professionell ishockeyspelare. McDonell draftades först av Carolina Hurricanes 1997 som totalt 225:e, sedan valdes han av Detroit Red Wings som totalt 188:e 1999. McDonell har spelat totalt 32 NHL-matcher för Columbus Blue Jackets. I Sverige har han representerat Skellefteå AIK, AIK, Färjestad BK, Karlskrona HK, Linköping HC och Malmö Redhawks.

## Statistik

### Klubbkarriär
| 2000–01    | Syracuse Crunch        | AHL          | 32  | 3  | 3  | 6   | 36  | 3  | 1  | 0  | 1  | 0  |
| 2000–01    | Dayton Bombers         | ECHL         | 28  | 16 | 9  | 25  | 94  | 3  | 0  | 0  | 0  | 4  |
| 2001–02    | Syracuse Crunch        | AHL          | 72  | 18 | 13 | 31  | 122 | 3  | 0  | 2  | 2  | 0  |
| 2002–03    | Columbus Blue Jackets  | NHL          | 3   | 0  | 0  | 0   | 0   | —  | —  | —  | —  | —  |
| 2002–03    | Syracuse Crunch        | AHL          | 72  | 14 | 24 | 38  | 93  | —  | —  | —  | —  | —  |
| 2003–04    | Columbus Blue Jackets  | NHL          | 29  | 1  | 2  | 3   | 36  | —  | —  | —  | —  | —  |
| 2004–05    | Aylmer Blues           | OHA          | 5   | 2  | 4  | 6   | 21  | —  | —  | —  | —  | —  |
| 2004–05    | Bergen Flyers          | Get-ligaen   | 11  | 12 | 3  | 15  | 75  | —  | —  | —  | —  | —  |
| 2004–05    | Füchse Duisburg        | DEL 2        | 19  | 4  | 9  | 13  | 57  | 10 | 3  | 3  | 6  | 37 |
| 2005–06    | Grand Rapids Griffins  | AHL          | 77  | 21 | 37 | 58  | 171 | 16 | 5  | 4  | 9  | 20 |
| 2006–07    | HC TPS                 | FM-ligan     | 45  | 14 | 30 | 44  | 75  | 2  | 0  | 0  | 0  | 0  |
| 2007–08    | Skellefteå AIK         | SHL          | 49  | 18 | 14 | 32  | 56  | 5  | 1  | 0  | 1  | 4  |
| 2008–09    | Skellefteå AIK         | SHL          | 55  | 14 | 11 | 25  | 58  | 11 | 1  | 3  | 4  | 8  |
| 2009–10    | Färjestad BK           | SHL          | 47  | 10 | 11 | 21  | 46  | 7  | 1  | 2  | 3  | 12 |
| 2010–11    | AIK                    | SHL          | 39  | 10 | 14 | 24  | 45  | 8  | 3  | 1  | 4  | 6  |
| 2011–12    | AIK                    | SHL          | 42  | 11 | 8  | 19  | 26  | 12 | 6  | 6  | 12 | 18 |
| 2011–12    | Rapperswil-Jona Lakers | NLA          | 10  | 1  | 1  | 2   | 12  | —  | —  | —  | —  | —  |
| 2012–13    | Karlskrona HK          | HA           | 38  | 6  | 10 | 16  | 64  | 10 | 7  | 5  | 12 | 2  |
| 2013–14    | Linköping HC           | SHL          | 26  | 13 | 6  | 19  | 14  | 9  | 1  | 0  | 1  | 4  |
| 2014–15    | Linköping HC           | SHL          | 54  | 3  | 14 | 17  | 40  | 11 | 1  | 1  | 2  | 4  |
| 2015–16    | Malmö Redhawks         | SHL          | 49  | 11 | 7  | 18  | 16  | —  | —  | —  | —  | —  |
| 2016–17    | Rungsted Seier Capital | Metal Ligaen | 45  | 13 | 17 | 30  | 49  | 4  | 0  | 2  | 2  | 4  |
| NHL totalt | NHL totalt             | NHL totalt   | 32  | 1  | 2  | 3   | 36  | —  | —  | —  | —  | —  |
| SHL totalt | SHL totalt             | SHL totalt   | 361 | 90 | 85 | 175 | 301 | 63 | 14 | 13 | 27 | 56 |

### Internationellt
| År            | Lag           | Turnering     | Matcher | Mål | Assists | Poäng | Utv. |
| ------------- | ------------- | ------------- | ------- | --- | ------- | ----- | ---- |
| 1999          | Kanada        | JVM           | 7       | 1   | 1       | 2     | 4    |
| Junior totalt | Junior totalt | Junior totalt | 7       | 1   | 1       | 2     | 4    |